# 永井郁子 (声楽家)
永井 郁子（ながい いくこ、1893年（明治26年）8月30日 - 1983年（昭和58年）1月28日）は日本のソプラノ歌手。大正から昭和にかけて活躍した。

## 経歴
1910年（明治43年）に東京音楽学校声楽科を卒業。柳兼子と同級。兼子と同じくハンカ・ペッツォルトに師事。同研究科修了。美しい容姿、清楚な趣のあるソプラノの高音が美しいといわれていたリリック・ソプラノで、柳兼子とともに若くして人気が高く、ことにビゼー『カルメン』のミカエラや、プッチーニ『ラ・ボエーム』のミミのアリアを得意とした。1915年（大正4年）「永井郁子独唱会」を開催しリヒャルト・シュトラウスを歌う。
岩崎小弥太の紹介により同年秋に山田耕筰と結婚したが、山田の女性問題などのため翌年に離婚した。山田から永井への暴力もあったという。永井と親しかった柳兼子はこれを怨み、戦時中の例外を除き山田の歌は歌わなかったという。
1920年（大正9年）慶應義塾ワグネル・ソサィエティー第30回演奏会において、グリーク『ソルヴェージの歌』独唱、柳兼子とヴェルディ『アイーダ』二重唱を歌っている。
1925年（大正14年）11月1日の帝国ホテル演芸場におけるリサイタルを皮切りに、クラシック音楽の声楽曲を原語ではなく日本語の訳詞で歌うという「邦語歌唱運動」の試みをおこない、帝国劇場や報知講堂、大阪の朝日会館や京都の岡崎公会堂などで演奏会を開き、賛否両論を呼んだ。1926年（大正15年）には宮城道雄の歌曲をピアノの伴奏ではなく邦楽器の伴奏で歌い、話題になったこともある。録音も残されており、標題は「新日本音楽」と銘打たれている。1929年（昭和4年）には西洋の曲目に加え、箏曲、義太夫、長唄などもプログラムに取り入れた5日間連続の演奏会を開いた。西洋文化と日本文化の関係性という、現代にも通じる課題に積極的に向き合った先駆者の一人である。
教育者としても、浅野千鶴子を育てるなど、後進の指導に努めた。

## 録音
国立国会図書館 歴史的音源に残っている録音は以下の通り。
- 独唱：ミカエラの唄（歌劇カルメン中）(上） BIZET[作曲]、永井郁子、ジェームス・ダン[ピアノ] (ニッポノホン、商品番号 : 16140)
- 独唱：ミカエラの唄（歌劇カルメン中）(下） 永井郁子、ジェームス・ダン[ピアノ] (ニッポノホン、商品番号 : 16140)
- 二重唱：千草の花 永井郁子、浅野千鶴子、海老名道子[ピアノ] (ニッポノホン、商品番号 : 16295、1926-10)
- 二重唱：庭の千草 永井郁子、浅野千鶴子、海老名道子[ピアノ] (ニッポノホン、商品番号 : 16295、1926-10)
- 新日本音楽：せきれい 北原白秋[作詞]、宮城道雄[作曲]、永井郁子、宮城道雄[琴]、吉田晴風[尺八] (ニッポノホン、商品番号 : 16408、1927-03)
- 新日本音楽：コスモス 北原白秋[作詞]、宮城道雄[作曲]、永井郁子、宮城道雄[琴]、吉田晴風[尺八] (ニッポノホン、商品番号 : 16408、1927-03)
- 独唱：娘々祭 村岡昊[作詞]、園山民平[作曲]、永井郁子、永田貴與子[ピアノ] (コロムビア（戦前）、商品番号 : 25415、1928-11)
- 独唱：ローレライ 永井郁子、永田喜與子[ピアノ] (ニッポノホン、商品番号 : 17154、1929-02)
- 独唱：埴生の宿 永井郁子、永田喜與子[ピアノ] (ニッポノホン、商品番号 : 17154、1929-02)

他にも『春のあした』（1925年）、『ブラームスの子守歌』（1926年）、『秋草』（1927年）などがある。